# Väike-Maarja (plaats)
Väike-Maarja (oude Duitse naam: Klein (Sankt-)Marien) is een groter dorp of ‘vlek’ (Estisch: alevik) in de Estlandse gemeente Väike-Maarja, provincie Lääne-Virumaa. De plaats telt 1526 inwoners (2021). Väike-Maarja is het bestuurscentrum van de gemeente Väike-Maarja.

## Geschiedenis
De kerk van Väike-Maarja is beter gedocumenteerd dan het dorp. De bouw van de kerk is voltooid in 1346; de kerk werd gewijd aan de maagd Maria. Het is een driebeukige kerk in gotische stijl, die oorspronkelijk bedoeld was als weerkerk. De muren zijn gemiddeld 2,4 meter dik.
Pas in 1499 wordt een dorp Katesap genoemd, dat op de plaats van het huidige Väike-Maarja lag. De naam is vermoedelijk een verbastering van het Estische Kassisaba, ‘kattenstaart’. Het lot van het dorp is verder onbekend.
In 1848 kreeg de kerk zijn huidige orgel en in 1873 tijdens een restauratie de huidige torenspits.
Toen Estland in 1918 onafhankelijk werd, was Väike-Maarja niet meer dan een groepje huizen bij de kerk. In de jaren twintig werd het dorp uitgebreid. Eind juli 1941, toen de Duitse troepen oprukten in het Balticum, staken soldaten van het terugtrekkende Rode Leger met hulp van Estische communisten het dorp in brand. Twintig houten huizen gingen verloren.
Na de Tweede Wereldoorlog werd Väike-Maarja opnieuw opgebouwd, nu grotendeels in steen.
In augustus 2010 vernielde een storm de torenspits van de kerk. In mei 2012 werd een kopie van de oude torenspits teruggeplaatst.
Het kerkhof heeft twee kapellen, een voor de Estische en een voor de Duitse leden van de gemeente. Op het kerkhof liggen leden van de familie von Krusenstern.
Anton Hansen Tammsaare ging in zijn jeugd in Väike-Maarja naar school.

## Geboren in Väike-Maarja
- Priit Raik (1948-2008), Estisch componist en dirigent

## Foto's

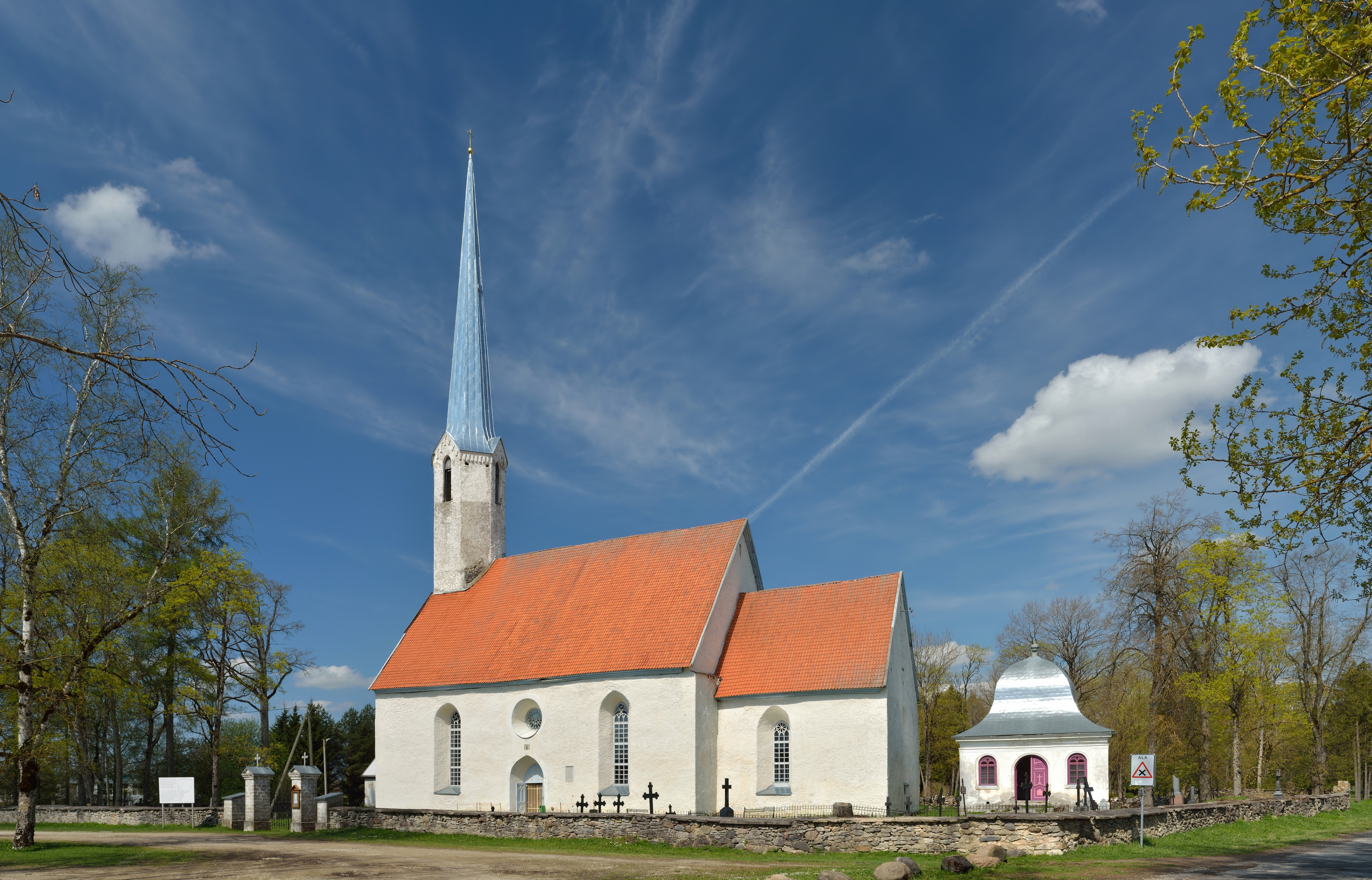
De kerk van Väike-Maarja
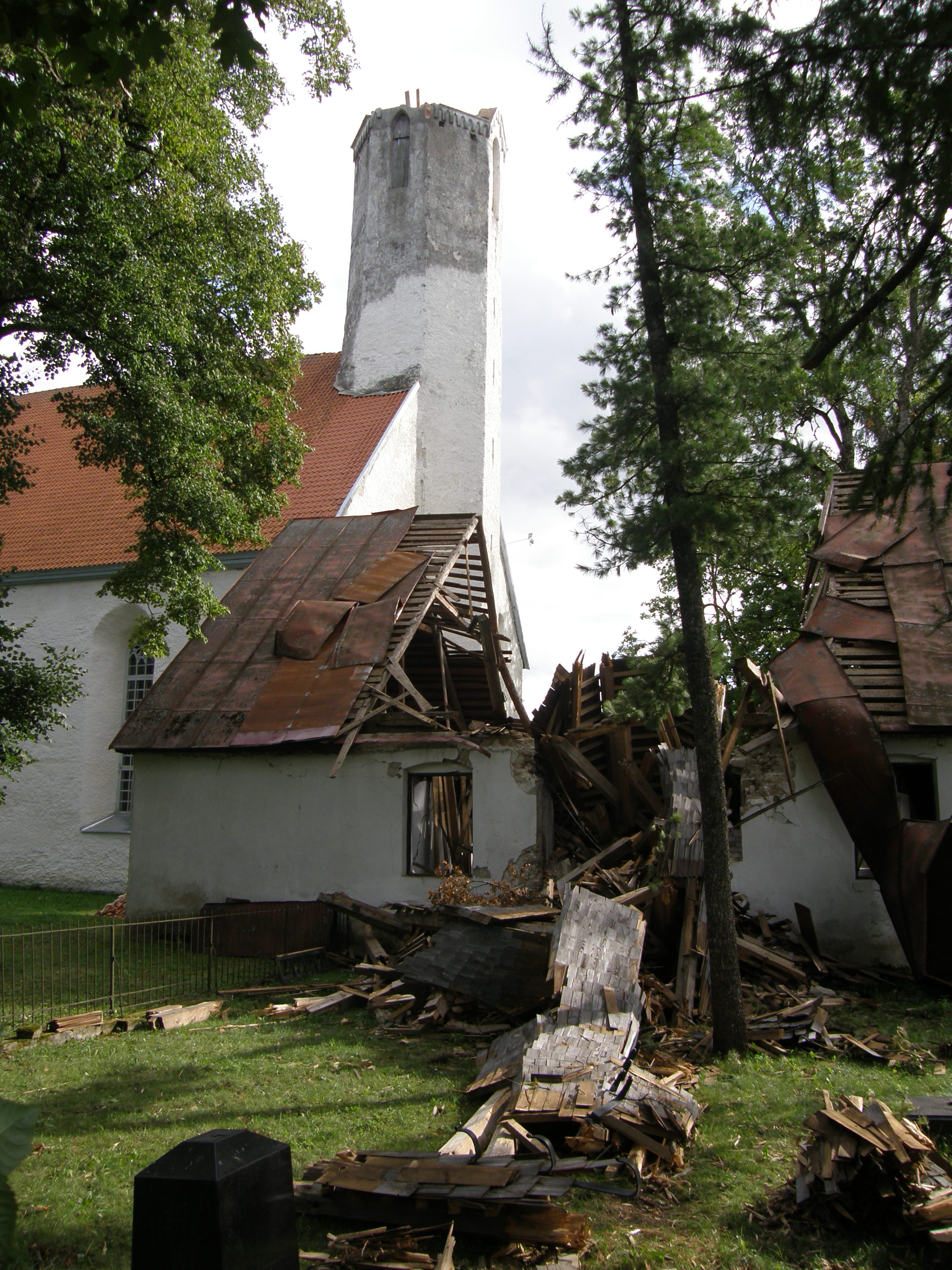
De kerk na de storm van augustus 2010
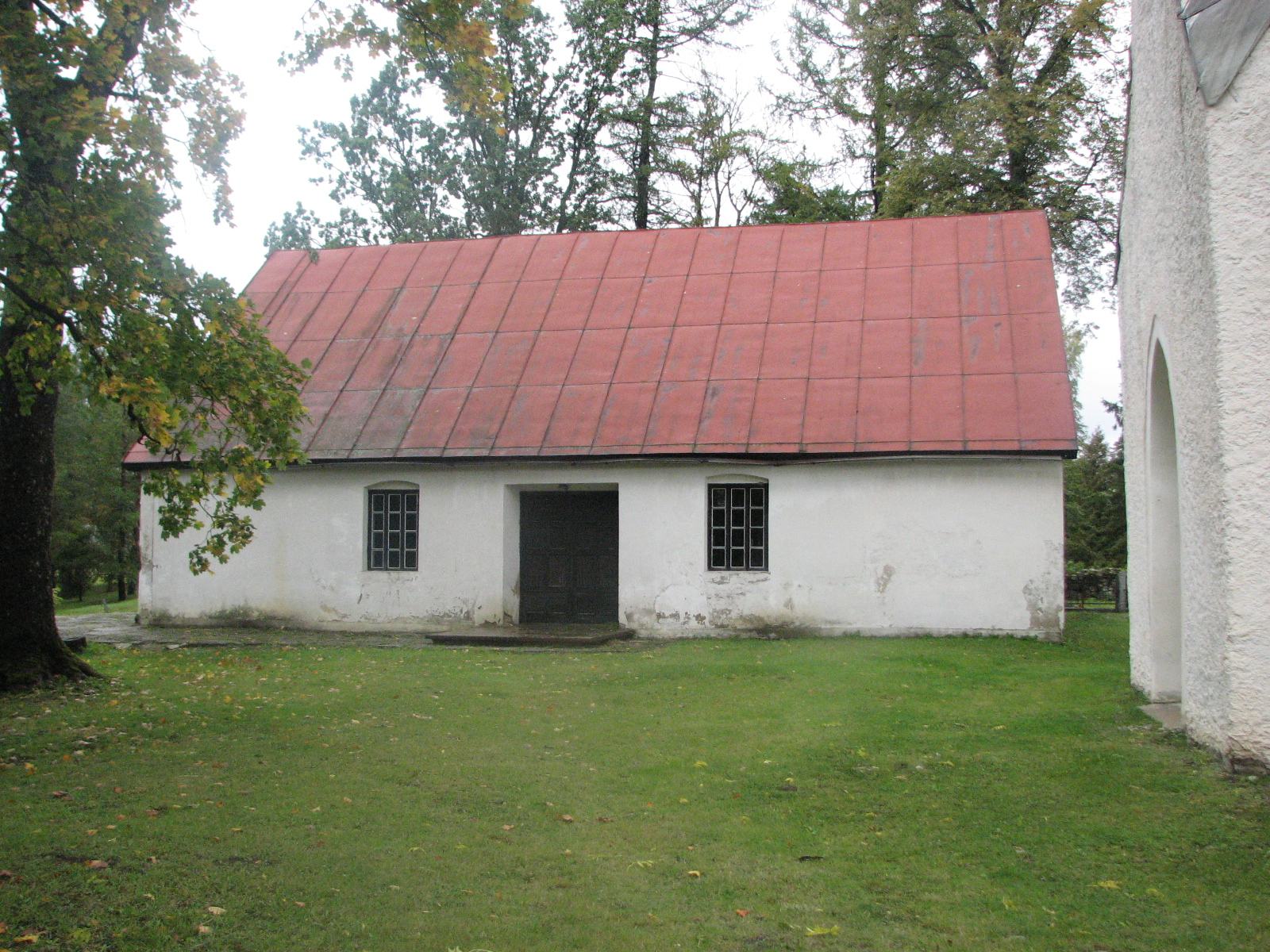
De Estische kapel
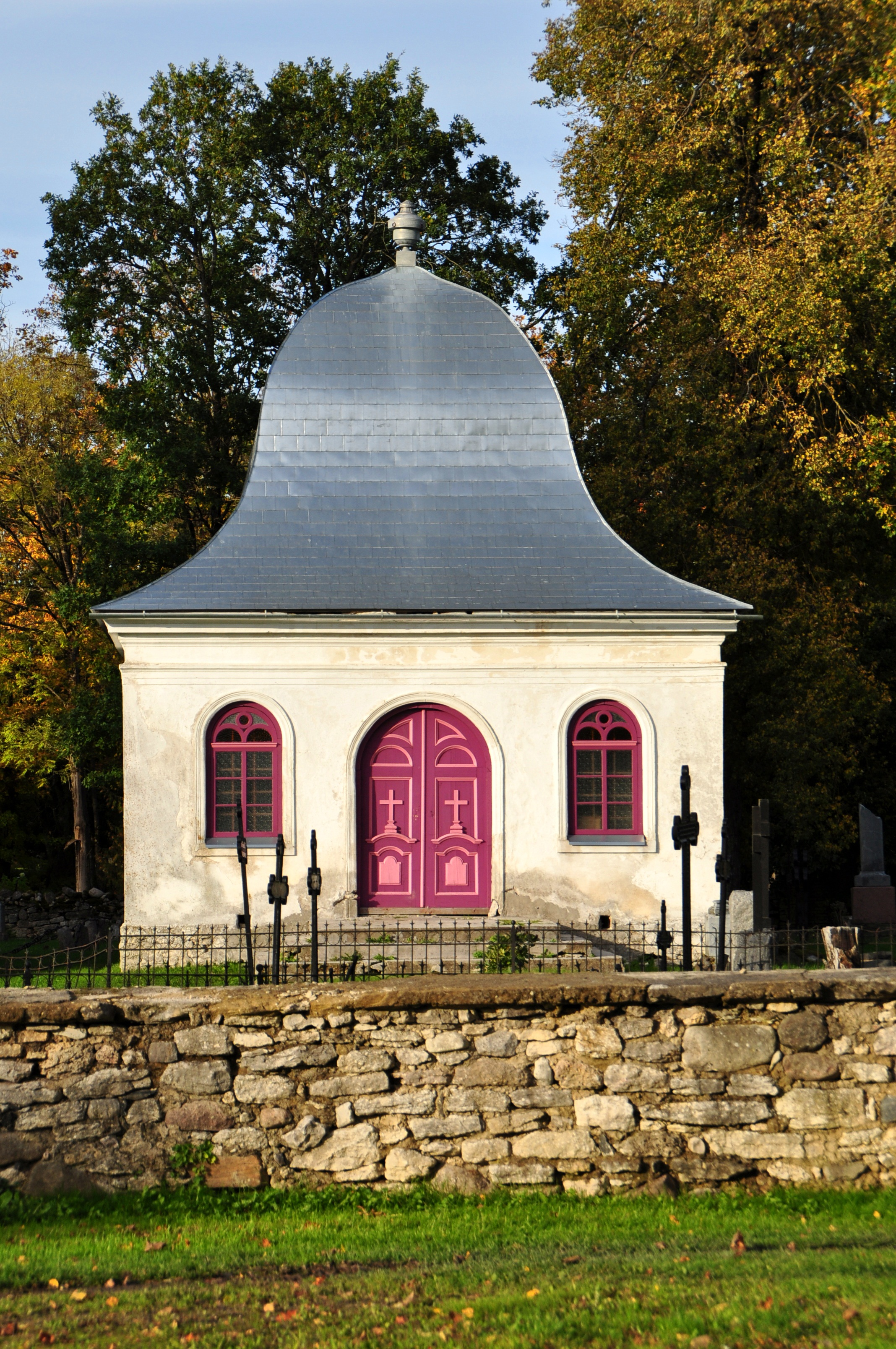
De Duitse kapel
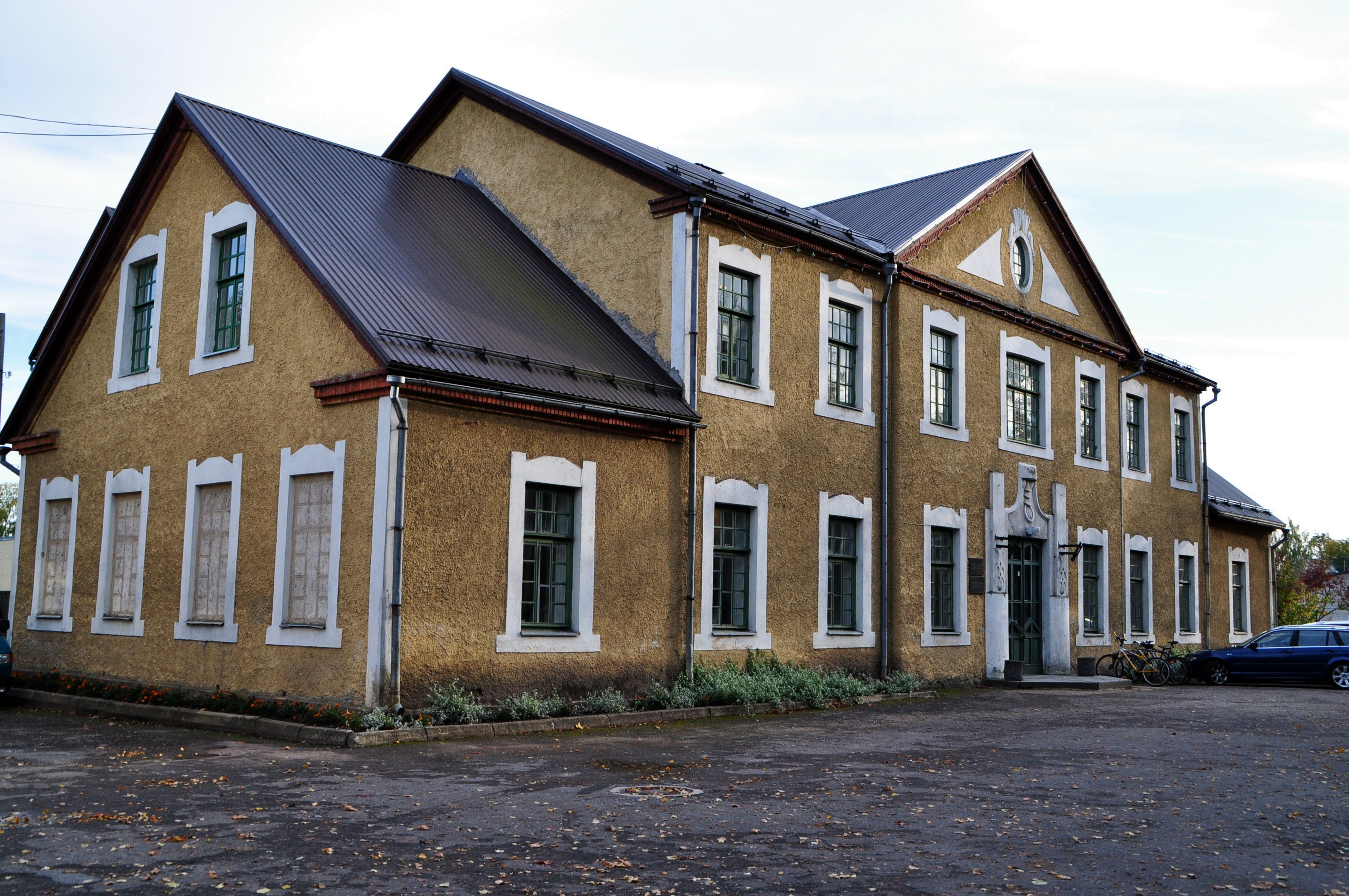
Cultureel centrum
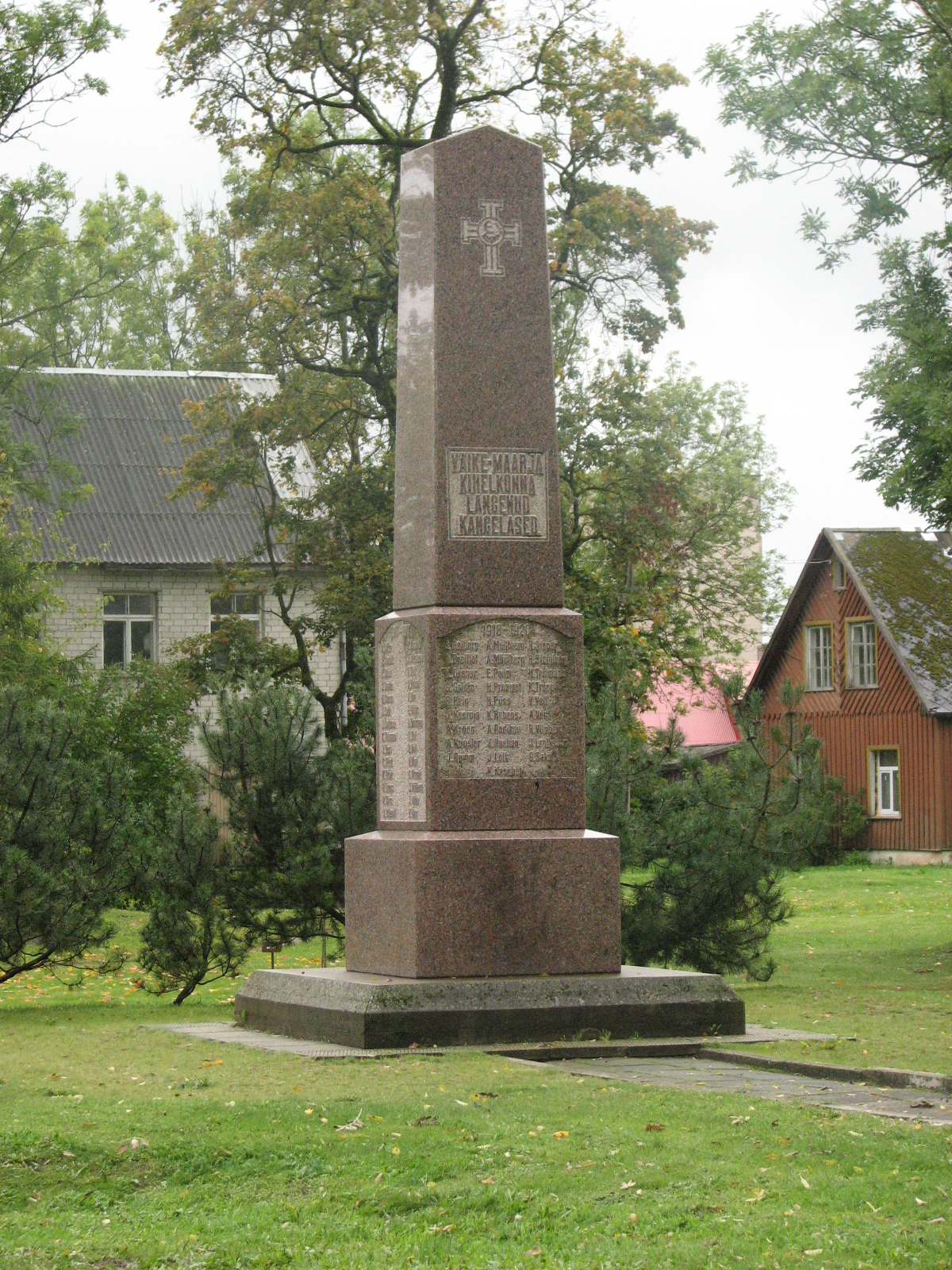
Monument voor de gevallenen in de Estische Onafhankelijkheids-oorlog